# David Geffen
David Lawrence Geffen (New York, 21 febbraio 1943) è un produttore discografico e produttore cinematografico statunitense, fondatore della Asylum Records e della Geffen Records e cofondatore della DreamWorks, noto filantropo e collezionista d'arte, incluso tra gli uomini più ricchi e influenti d'America.

## Biografia
Nasce a Brooklyn in una famiglia ebrea ed è figlio di immigrati provenienti dall'Europa: il padre, Abraham Geffen, ha origini polacche mentre la madre, Batya Volovskaya, ha origini ucraine. Si diplomò alla New Utrecht High School e successivamente continuò gli studi presso il Santa Monica College.
Dopo l'abbandono degli studi presso la University of Texas Austin, iniziò la sua carriera lavorando come fattorino per la William Morris Agency, agenzia che cura gli interessi di scrittori, attori e sportivi, diventando in seguito un agente. Dopo anni di lavoro, lasciò l'agenzia per intraprendere l'attività di manager personale, ottenendo subito successi con Laura Nyro e Crosby, Stills and Nash. Mentre era alla ricerca di una casa discografica per l'emergente Jackson Browne, Ahmet Ertegün gli consigliò di fondare una propria casa discografica.
Nel 1970, Geffen fondò la Asylum Records, sfidando colossi della musica già affermati, mette sotto contratto artisti come Jackson Browne, The Eagles, Joni Mitchell, Tom Waits e Linda Ronstadt. Nel 1974 "soffiò" alla Columbia Records Bob Dylan che pubblicò per la Asylum due album, Planet Waves ed il live Before the Flood. La casa discografica fu in seguito acquistata dalla Warner Communications e fusa con la Elektra Records, diventando nel 1972 Elektra/Asylum Records. Geffen rimase in carica fino al 1975 per poi ottenere la carica di vice presidente degli studios cinematografici Warner Brothers.
Nel 1976 gli fu diagnosticato erroneamente un cancro alla vescica, che gli dava pochi mesi di vita, Geffen abbandonò la carica di vice presidente della Warner e cedette la sua casa discografica. Per un lungo periodo sparì dalle scene, periodo in cui insegnò presso l'Università di Yale. Dopo essersi sottoposto a nuovi esami clinici, che attestarono la sua ottima salute, tornò nel 1980 a lavorare nel mondo dell'intrattenimento.

### Geffen Records
Nel 1980 fondò la Geffen Records, che si rivelò negli anni un successo economico. Il primo artista essere messo sotto contratto fu Donna Summer, ansiosa di abbandonare l'etichetta Casablanca/Polygram, poco dopo venne pubblicato l'album The Wanderer, che grazie al singolo di lancio si posizionò tra i primi posti della Billboard Hot 100, venendo certificato disco d'oro. Nel novembre del 1980 John Lennon siglò un accordo con la Geffen e dopo cinque anni d'inattività pubblicò l'album Double Fantasy. Dopo un mese dalla sua pubblicazione, John Lennon venne assassinato da Mark Chapman e l'album subì un notevole incremento sulle vendite.
Nel corso degli anni la Geffen Records divenne una nota etichetta pubblicando album per numerosi ed affermati artisti, come Asia, Elton John, Cher, Sonic Youth, Aerosmith, XTC, Peter Gabriel, Blink-182, Guns N' Roses, Lifehouse, Pat Metheny, Nirvana, The Stone Roses, Neil Young, Weezer, Rufus Wainwright e molti altri.
L'etichetta fu venduta nel 1990 alla MCA per 710 milioni di dollari, oggi fa parte della Interscope-Geffen-A&M, divisione della Universal Music Group.

### Produttore cinematografico
Con la compagnia The Geffen Film Company, David Geffen ha prodotto film come La piccola bottega degli orrori, Risky Business, Beetlejuice - Spiritello porcello e Intervista col vampiro. Geffen non si limitò al mondo del cinema, lavorando anche per il teatro, finanziando svariati musical di Broadway, tra cui Dreamgirls e Cats.
Nel 1994 è cofondatore della DreamWorks SKG, assieme al regista Steven Spielberg e all'ex capo della Disney Jeffrey Katzenberg. Grazie a successi commerciali come American Beauty (1999), Il gladiatore (2000), Shrek (2001), Minority Report (2002) e Shrek 2 (2004), la DreamWorks diviene uno dei più importanti e potenti studios di Hollywood, incassando per ciascun film oltre 100 milioni di dollari.
Nel dicembre 2005, i tre soci annunciano la vendita della DreamWorks alla Paramount Pictures (controllata della Viacom). L'acquisizione è stata completata nel febbraio del 2006. Dall'acquisto è esclusa la DreamWorks Animation, società indipendente di cui Geffen mantiene un ruolo operativo.

### Politica
Geffen è stato inizialmente sostenitore di Bill Clinton, contribuendo finanziariamente alla sua campagna presidenziale. ma i rapporti tra i due si incrinarono nel 2001, quando l'ex Presidente degli Stati Uniti non concesse la grazia all'attivista indiano Leonard Peltier. In un'intervista del febbraio 2007, pubblicata a Maureen Bowd del New York Times, Geffen si scagliò contro i coniugi Clinton, etichettandoli con termini poco lusinghieri.
Frenando la corsa alla Casa Bianca di Hillary Clinton, definendola una bugiarda, Geffen è stato uno dei primi sostenitori di Barack Obama, stanziando oltre un milione di dollari per la sua campagna presidenziale.

### Vita privata
Geffen possiede due lussuose ville, una a Beverly Hills e una a Malibù. Verso la fine degli anni settanta, Geffen fu legato sentimentalmente alla cantante e attrice Cher, ma nel 1992 fece coming out, dichiarando la propria omosessualità. Verso la metà degli anni novanta fu al centro di alcuni pettegolezzi, che lo volevano legato sentimentalmente al pornodivo gay Joey Stefano, inoltre si è raccontato di un ipotetico, ma falso, matrimonio con l'attore Keanu Reeves, tali pettegolezzi, nonostante le numerose smentite, continuarono a persistere fino alla fine degli anni novanta. Si è comunque battuto per i diritti gay e schierandosi al fianco di Steven Spielberg e Brad Pitt contro il Proposition 8, referendum che chiedeva l'abolizione del diritto al matrimonio per le coppie omosessuali.
Secondo la rivista Forbes, Geffen è uno dei 400 uomini più ricchi al mondo, con un patrimonio che supera i 6 miliardi di dollari. Ha spesso adoperato le sue ricchezze per scopi filantropici, soprattutto nel campo della ricerca medica. Nel 2002 donò 200 milioni di dollari alla UCLA Medical School, che successivamente fu nominata "David Geffen School of Medicine at UCLA", inoltre finanzia organizzazioni per la ricerca contro l'AIDS.

## Citazioni e omaggi
- David Geffen è stato oggetto di numerosi scritti, il più recente è la biografia non autorizzata The Operator: David Geffen Builds, Buys, and Sells the New Hollywood del 2001, scritta da Thomas R. King. Inizialmente Geffen collaborò alla stesura dell'autobiografia ma in seguito se ne dissociò quando King gli attribuì frasi ingiuriose nei confronti di David Crosby, Calvin Klein e Ahmet Ertegün, sostenendo inoltre che Geffen si sarebbe vantato di aver fatto sesso numerose volte con Cher[9].
- Geffen può essere ascoltato nel brano Putting It Together, incluso nell'album di Barbra Streisand The Broadway Album, in cui Geffen e Sydney Pollack interpretano i dirigenti di una casa discografica che parlano con la Streisand. Geffen è un appassionato collezionista d'arte, collezionando i lavori di artisti quali Jackson Pollock, Mark Rothko e Willem de Kooning ed è tra i maggiori finanziatori del Museo d'Arte Contemporanea di New York, il MoMA. Nel novembre 2006, Geffen vendette con una trattativa privata l'opera di Pollock No. 5, 1948 al finanziere messicano David Martinez al costo di 140 milioni di dollari: il quadro divenne così il più costoso della storia mai venduto[10].